# Andriashevicottus
Andriashevicottus is een monotypisch geslacht van straalvinnige vissen uit de familie van donderpadden (Cottidae).

## Soort
- Andriashevicottus megacephalus Fedorov, 1990